# 趙學敏 (清朝)
趙學敏（1719年—1805年），字恕軒，號依吉，浙江錢塘（今杭州）人，清朝中药学家。

## 生平
其父曾任龍溪知縣，知醫術。赵学敏早年學習四書五經，後來受其弟的影响，常到“养素园”習医，种植草药，每有心得，即汇抄成帙，积稿数千卷。趙學敏早年常在蚊帳裡看書，久之，患有眼疾，後來自己治療其疾。

## 著作
乾隆三十年（1765年），成書《本草纲目拾遗》10卷，收载药物900多种，另著有《串雅》8卷、《升降秘要》2卷、《本草话》32卷、《花名小录》4卷、《医林集腋》16卷，《养素园传信方》6卷、《祝由录验》4卷、《囊露集》4卷、《奇药备考》6卷、《摄生闲览》4卷、《药性玄解》4卷等11種，總稱《利济十二种》。赵学敏还著有一部《凤仙谱》，收入张潮､张渐所编《昭代丛书》别集。其作品多散佚，现僅存《本草纲目拾遗》和《串雅内外编》 。